# Lưới rê
Lưới rê (Gill net) là tên chung chỉ nhóm ngư cụ khai thác thủy sản theo phương thức thụ động; là những tấm lưới hình chữ nhật thả chắn đường di chuyển của đối tượng hoặc thả chắn ngang dòng chảy. Do độ thô, màu sắc của chỉ lưới, kích thước mắt lưới và các thông số kỹ thuật làm đối tượng rất khó phát hiện, nên khi đâm vào tường lưới bị đóng vào mắt lưới hoặc quấn vào thịt lưới.

## Một số đặc điểm
Lưới rê được định hình bằng hệ thống giềng phao và giềng chì, phao và chì tạo lực nổi và lực chìm đủ để căng tấm lưới theo phương thẳng đứng. Tùy theo ngư trường đánh bắt và đối tượng đánh bắt để điều chỉnh phao, chì nhằm đánh ở tầng mặt, tầng trung hoặc sát đáy biển.
Lưới rê là loại nghề khai thác có chọn lọc, ít làm xáo trộn tổn hại đến hệ quần thể sinh vật đáy, thường sản phẩm khai thác là những loài thủy sản có giá trị kinh tế cao. Hơn nữa, nghề lưới rê không cần tàu khai thác có công suất lớn, thời gian đánh bắt ngắn ngày do đó cho hiệu quả kinh tế cao, nhất là trong điều kiện giá nhiên liệu ngày càng cao như hiện nay. Lưới rê là một trong những phương thức khai thác truyền thống của nhiều vùng ngư dân.
Tuy nhiên, do đánh bắt bị động nên năng suất đánh bắt không ổn định. Nếu chiều dài của vàng lưới rê quá lớn và khai thác gần bờ sẽ chặn tất cả đường di chuyển của các loài thủy sản nhất là mùa sinh sản, làm cạn kiệt nguồn lợi.

## Phân loại
Dựa theo cách thức, đối tượng khai thác, cấu tạo, phương thức hoạt động, đối tượng đánh bắt, kích cỡ khai thác cá và vật liệu chế tạo lưới để có sự phân loại. Một số loại lưới rê phổ biến là:
- Theo phương thức hoạt động: Rê cố định, rê trôi, rê vây, rê kéo.
- Theo cấu tạo: Lưới rê đơn, lưới rê 3 lớp, lưới rê khung, lưới rê hỗn hợp, lưới rê có túi.
- Theo đối tượng đánh bắt: Rê Thu, rê Trích, rê Chuồn, rê Hồng...
- Theo kích cỡ mắt lưới: Lưới 3, lưới 5, lưới 7.
- Theo vật liệu chế tạo chỉ lưới: Lưới tơ tằm, lưới cước, lưới ni lon...

## Sử dụng lưới rê
Hiện nay, nhiều nước nghiêm cấm việc khai thác nghề lưới rê sát bờ. Các nước Liên minh Châu Âu, Mỹ, Canada đã chấm dứt khai thác cá biển bằng lưới rê. Ấn Độ, Trung Quốc, Indonesia, Malaysia...cũng đều có những cố gắng thực hiện các biện pháp hạn chế khai thác bằng lưới rê nhằm bảo vệ nguồn lợi Thủy sản.
Năm 1994 Liên hiệp Quốc đã thiết lập một Hiệp ước quốc tế về cấm sử dụng lưới rê ở Đại dương có chiều dài vàng lưới lớn hơn 5000 m.